# Marruecos (Santurce)
|                                                  |                                                         |
| Coordenadas                                      | 18°26′22″N 66°4′21″O / 18.43944, -66.07250              |
| Entidad • País • Territorio • Municipio • Barrio | Sub-barrio Estados Unidos Puerto Rico San Juan Santurce |
| Superficie                                       | 0,27 km² (0,10 mi²)                                     |
| Población • Densidad poblacional                 | 9 (2010) 30 km² (90 mi²)                                |

Marruecos es uno de los cuarenta “sub-barrios” del barrio Santurce en el municipio de San Juan, Puerto Rico. De acuerdo al censo del año 2010, este sector contaba con una superficie de 0,27 km² y se encontraba prácticamente deshabitado con tan sólo 9 habitantes reportados..